# Cybeopeopis tibialis
Cybaeopsis tibialis es una especie de araña de la familia Amaurobiidae.
Esta especie pertenece al género Cybaeopsis y fue descrito por James Henry Emerton en 1888.